# Бамланивимаб
Бамланивимаб (bamlanivimab, LY-CoV555, LY3819253) — нейтрализующее моноклональное антитело, нацеленное на рецептор-связывающий домен белкового шипа на поверхности вируса SARS-CoV-2. Препарат проходит клинические испытания в качестве лекарственного средства против COVID-19, принцип действия основан на возможном блокировании входа вируса в клетку.
9 ноября 2020 года бамланивимаб получил разрешение на экстренное использование в лёгких и средних случаях тяжести COVID-19, при которых есть риск прогрессирования заболевания до тяжёлой формы. Данное разрешение позволяет использовать препарат на время чрезвычайных ситуаций, но не означает его доказанной эффективности. На момент разрешения данные в пользу или против использования препарата отсутствовали. Разрешение последовало вслед за прекращением клинических испытаний препарата компанией-разработчиком «Илай Лилли», поскольку маловероятно, что препарат поможет госпитализированным пациентам.
В рандомизированном исследовании, опубликованном 21 января 2021 года, было показано, что бамланивимаб в комбинации с этесевимабом значимо снижает вирусную нагрузку по сравнению с плацебо. В то же время монотерапия бамланивимабом в трех различных дозах оказалась неэффективна.
Препарат показал эффективность в том числе против омикрон-штамма SARS-COV-2.